# زایدبورت
زایدبورت (به هلندی: Zuidbuurt) یک منطقهٔ مسکونی در هلند است که در زوترواده واقع شده‌است. زایدبورت ۱٫۰۳ کیلومتر مربع مساحت و ۷۸۰ نفر جمعیت دارد.